# Kevin Lowe
Pour les articles homonymes, voir Lowe.
Kevin Hugh Lowe (né le 15 avril 1959 à Lachute, Québec au Canada) est un joueur canadien de hockey sur glace.

## Carrière de joueur
Joueur d'impact avec les Remparts de Québec de la Ligue de hockey junior majeur du Québec, il fut nommé capitaine de son équipe devenant ainsi le premier non-francophone à le devenir dans la ligue. Il fut aussi nommé à deux reprises sur la 2e équipe d'étoiles avant d'être sélectionné en 1re ronde en 1979 par les Oilers d'Edmonton, devenant le 1er choix de l'histoire de la franchise dans la Ligue nationale de hockey.
Suivant le repêchage, il fit le saut immédiatement dans la LNH avec les Oilers. Il fut l'auteur du tout premier but de la franchise lors d'une partie face aux Black Hawks de Chicago. Ce but fut compté en avantage numérique et aidé de Wayne Gretzky et de Brett Callighen. Au cours de sa carrière avec les Oilers, il y remporta 5 Coupe Stanley et joua un rôle déterminant dans ces conquêtes. Il fut le pilier défensif de l'équipe jusqu'en 1991-1992, il sera échangé après cette saison aux Rangers de New York où il retrouve quelques-uns de ses anciens coéquipiers des Oilers. Il aida ce groupe de joueurs (Glenn Anderson, Jeff Beukeboom, Adam Graves, Craig MacTavish, Mark Messier et Esa Tikkanen) à remporter une autre Coupe Stanley, une première pour les Rangers en 54 ans, lors de la saison 1993-1994. Il retourna à Edmonton y terminer sa carrière en y jouant deux autres saisons.

### Après carrière
Aussitôt sa carrière de joueur terminée, il devint assistant-entraîneur des Oilers au côté de Ron Low en 1998-1999. Après le départ de Low avant le début de la saison suivante, il devint à son tour entraîneur-chef. Il y restera qu'une saison, acceptant le poste de directeur général le 9 juin 2000. Il occupe ce poste jusqu'en avril 2015.
Il a aussi occupé la même fonction à la tête de l'Équipe du Canada de hockey sur glace lors des Jeux olympiques d'hiver de 2002& 2006 en plus de la Coupe du monde de hockey sur glace de 2004.
En 2005, la Ligue de hockey junior majeur du Québec dévoile un nouveau trophée récompensant les défenseurs, le trophée Kevin-Lowe.

## Biographie
Il est le père du joueur de hockey professionnel, Keegan Lowe.

## Statistiques

### En club
| Saison     | Équipe              | Ligue      |       | Saison régulière | Saison régulière | Saison régulière | Saison régulière | Saison régulière |    | Séries éliminatoires | Séries éliminatoires | Séries éliminatoires | Séries éliminatoires | Séries éliminatoires |
| Saison     | Équipe              | Ligue      | PJ    | B                | A                | Pts              | Pun              | PJ               | B  | A                    | Pts                  | Pun                  |                      |                      |
| 1976-1977  | Remparts de Québec  | LHJMQ      | 69    | 3                | 19               | 22               | 39               | -                | -  | -                    | -                    | -                    |                      |                      |
| 1977-1978  | Remparts de Québec  | LHJMQ      | 64    | 13               | 52               | 65               | 86               | 4                | 1  | 2                    | 3                    | 6                    |                      |                      |
| 1978-1979  | Remparts de Québec  | LHJMQ      | 68    | 26               | 60               | 86               | 120              | 6                | 1  | 7                    | 8                    | 36                   |                      |                      |
| 1979-1980  | Oilers d'Edmonton   | LNH        | 64    | 2                | 19               | 21               | 70               | 3                | 0  | 1                    | 1                    | 0                    |                      |                      |
| 1980-1981  | Oilers d'Edmonton   | LNH        | 79    | 10               | 24               | 34               | 94               | 9                | 0  | 2                    | 2                    | 11                   |                      |                      |
| 1981-1982  | Oilers d'Edmonton   | LNH        | 80    | 9                | 31               | 40               | 63               | 5                | 0  | 3                    | 3                    | 0                    |                      |                      |
| 1982-1983  | Oilers d'Edmonton   | LNH        | 80    | 6                | 34               | 40               | 43               | 16               | 1  | 8                    | 9                    | 10                   |                      |                      |
| 1983-1984  | Oilers d'Edmonton   | LNH        | 80    | 4                | 42               | 46               | 59               | 19               | 3  | 7                    | 10                   | 16                   |                      |                      |
| 1984-1985  | Oilers d'Edmonton   | LNH        | 80    | 4                | 22               | 26               | 104              | 16               | 0  | 5                    | 5                    | 8                    |                      |                      |
| 1985-1986  | Oilers d'Edmonton   | LNH        | 74    | 2                | 16               | 18               | 90               | 10               | 1  | 3                    | 4                    | 15                   |                      |                      |
| 1986-1987  | Oilers d'Edmonton   | LNH        | 77    | 8                | 29               | 37               | 94               | 21               | 2  | 4                    | 6                    | 22                   |                      |                      |
| 1987-1988  | Oilers d'Edmonton   | LNH        | 70    | 9                | 15               | 24               | 89               | 19               | 0  | 2                    | 2                    | 26                   |                      |                      |
| 1988-1989  | Oilers d'Edmonton   | LNH        | 76    | 7                | 18               | 25               | 98               | 7                | 1  | 2                    | 3                    | 4                    |                      |                      |
| 1989-1990  | Oilers d'Edmonton   | LNH        | 78    | 7                | 26               | 33               | 140              | 20               | 0  | 2                    | 2                    | 10                   |                      |                      |
| 1990-1991  | Oilers d'Edmonton   | LNH        | 73    | 3                | 13               | 16               | 113              | 14               | 1  | 1                    | 2                    | 14                   |                      |                      |
| 1991-1992  | Oilers d'Edmonton   | LNH        | 55    | 2                | 8                | 10               | 107              | 11               | 0  | 3                    | 3                    | 16                   |                      |                      |
| 1992-1993  | Rangers de New York | LNH        | 49    | 3                | 12               | 15               | 58               | -                | -  | -                    | -                    | -                    |                      |                      |
| 1993-1994  | Rangers de New York | LNH        | 71    | 5                | 14               | 19               | 70               | 22               | 1  | 0                    | 1                    | 20                   |                      |                      |
| 1994-1995  | Rangers de New York | LNH        | 44    | 1                | 7                | 8                | 58               | 10               | 0  | 1                    | 1                    | 12                   |                      |                      |
| 1995-1996  | Rangers de New York | LNH        | 53    | 1                | 5                | 6                | 76               | 10               | 0  | 4                    | 4                    | 4                    |                      |                      |
| 1996-1997  | Oilers d'Edmonton   | LNH        | 64    | 1                | 13               | 14               | 50               | 1                | 0  | 0                    | 0                    | 0                    |                      |                      |
| 1997-1998  | Oilers d'Edmonton   | LNH        | 7     | 0                | 0                | 0                | 22               | 1                | 0  | 0                    | 0                    | 4                    |                      |                      |
| Totaux LNH | Totaux LNH          | Totaux LNH | 1 254 | 84               | 348              | 432              | 1 498            | 214              | 10 | 48                   | 58                   | 192                  |                      |                      |

### En équipe nationale
| Année | Équipe | Compétition          |   | PJ | B | A | Pts | Pun                |  | Résultant |
| 1982  | Canada | Championnat du monde | 9 | 1  | 1 | 2 | 2   | Médaille de bronze |  |           |
| 1984  | Canada | Coupe Canada         | 7 | 0  | 4 | 4 | 8   | Médaille d'or      |  |           |

## Trophées et honneurs personnels
Ligue de hockey junior majeur du Québec
- 1978 & 1979 : nommé dans la 2e équipe d'étoiles

Ligue nationale de hockey
- 1979 : repêché par les Oilers d'Edmonton en 1re ronde, à la 21e position
- 1984, 1985, 1986, 1988, 1989, 1990 & 1993 : participation au Match des étoiles
- 1984, 1985, 1987, 1988, 1990 & 1994 : remporta la Coupe Stanley avec les Oilers d'Edmonton et avec les Rangers de New York (1994)
- 1990 : remporta le trophée King-Clancy
- 1991-92 : devint capitaine des Oilers d'Edmonton lors d'une saison

## Transactions en carrière
- 11 décembre 1992 : échangé aux Rangers de New York par les Oilers d'Edmonton en retour de Roman Oksiouta et d'un choix de 3e ronde (Aleksandrs Kerčs) lors du repêchage d'entrée dans la LNH en 1993.
- 28 septembre 1996 : signe un contrat comme agent libre avec les Oilers d'Edmonton.